# Anya Rozova
Anya Kanani Kop (född Anya Rozova) 3 januari 1989 i Sankt Petersburg, är en rysk fotomodell. Hon deltog i säsong tio av America's Next Top Model där hon kom på en andraplats efter vinnaren Whitney Thompson. Vid fyraårsåldern adopterades Rozova av Mike Kop och Bal Patterson och växte upp i Honolulu. Efter America's Next Top Model, bytte Anya sitt efternamn från Kop till Rozova. Anya är framgångsrik och är knuten till agenturen Wilhemina Models i New York efter att tidigare haft kontrakt med Elite Model Management. 